# Гарфийлд (Вашингтон)
Вижте пояснителната страница за други населени места с името Гарфийлд.
Гарфийлд (на английски: Garfield) е град в окръг Уитман, щата Вашингтон, САЩ. Гарфийлд е с население от 641 жители (2000) и обща площ от 1,7 km². Намира се на 754 m надморска височина. ЗИП кодът му е 99130, а телефонният му код е 509.